# Arieh Iserles
Arieh Iserles (né le 2 septembre 1947) est un mathématicien spécialisé en calcul numérique, professeur d'analyse numérique des équations différentielles à l'université de Cambridge et membre du département de mathématiques appliquées et de physique théorique.

## Formation et travaux
Il a étudié à l'université hébraïque de Jérusalem et l'université Ben Gourion du Néguev et écrit sa thèse de doctorat sur les méthodes numériques pour les équations différentielles ordinaires « rigides. » Sa thèse, dirigée par Giacomo Della Riccia, est intitulée Numerical Solution of Stiff Differential Equations. Ses recherches portent sur de nombreux thèmes en informatique et mathématiques appliquées : équations différentielles ordinaires et équations aux dérivées partielles, théorie de l'approximation géométrique de l'intégration numérique, polynômes orthogonaux, les équations fonctionnelles, la dynamique numérique et le calcul de phénomènes très oscillatoires.
Il a écrit un manuel, A First Course in the Numerical Analysis of Differential Equations (Cambridge University Press, 2e éd. 2009).
Arieh Iserles est le directeur de la rédaction de la revue Acta Numerica, rédacteur en chef de l'IMA Journal of Numerical Analysis et il est également éditeur de plusieurs autres revues mathématiques. De 1997 à 2000, il a été président de la Society for the Foundations of Computational Mathematics, dont il est un des fondateurs avec notamment Steve Smale et Mike Shub.
Il est actuellement directeur du Cambridge Centre pour l'Analyse (CCA), un Centre pour la formation doctorale (en) financé par l'Engineering and Physical Sciences Research Council (en) (EPSRC), en analyse mathématique.

## Prix et distinctions
En 1999, il est lauréat de la conférence Onsager, attribuée par l'université norvégienne de sciences et de technologie. En 2012, il a reçu la médaille David-Crighton, décernée par l'Institute of Mathematics and its Applications et la London Mathematical Society « pour ses services aux mathématiques et à la communauté mathématique », et en 2014, il est lauréat par la Society for Industrial and Applied Mathematics du Prix SIAM pour services rendus à la profession.
En juillet 2012, Arieh Iserles est conférencier invité au 6e Congrès européen de mathématiques , à Cracovie.

## Publications
- avec Gilbert Strang: The optimal accuracy of difference schemes, Transactions of the American Mathematical Society, vol 277, 1983, p. 779–803.
- Arieh Iserles et M. J. D. Powell, The State of the Art in Numerical Analysis, Clarendon Press, 1987 (lire en ligne).